# Норріс (Теннессі)
Норріс (англ. Norris) — місто (англ. city) в США, в окрузі Андерсон штату Теннессі. Населення — 1599 осіб (2020).

## Географія
Норріс розташований за координатами 36°12′29″ пн. ш. 84°3′45″ зх. д. / 36.20806° пн. ш. 84.06250° зх. д. (36.207972, -84.062501).  За даними Бюро перепису населення США в 2010 році місто мало площу 18,62 км², з яких 18,62 км² — суходіл та 0,00 км² — водойми.

## Демографія
Згідно з переписом 2010 року, у місті мешкала 1491 особа в 669 домогосподарствах у складі 422 родин. Густота населення становила 80 осіб/км².  Було 742 помешкання (40/км²).
Расовий склад населення:
| - 97,7 % — білих - 0,4 % — азіатів - 0,3 % — корінних американців - 0,2 % — чорних або афроамериканців |

До двох чи більше рас належало 1,3 %. Частка іспаномовних становила 0,4 % від усіх жителів.
За віковим діапазоном населення розподілялося таким чином: 21,1 % — особи молодші 18 років, 56,6 % — особи у віці 18—64 років, 22,3 % — особи у віці 65 років та старші. Медіана віку мешканця становила 49,2 року. На 100 осіб жіночої статі у місті припадало 90,4 чоловіків;  на 100 жінок у віці від 18 років та старших — 79,3 чоловіків також старших 18 років.
Середній дохід на одне домашнє господарство  становив 71 277 доларів США (медіана — 55 938), а середній дохід на одну сім'ю — 93 302 долари (медіана — 87 566). Медіана доходів становила 52 500 доларів для чоловіків та 40 489 доларів для жінок. За межею бідності перебувало 6,9 % осіб, у тому числі 8,6 % дітей у віці до 18 років та 9,0 % осіб у віці 65 років та старших.
Цивільне працевлаштоване населення становило 792 особи. Основні галузі зайнятості: освіта, охорона здоров'я та соціальна допомога — 35,7 %, науковці, спеціалісти, менеджери — 14,3 %, виробництво — 10,4 %, роздрібна торгівля — 9,1 %.